# Casa di Giulio Polibio

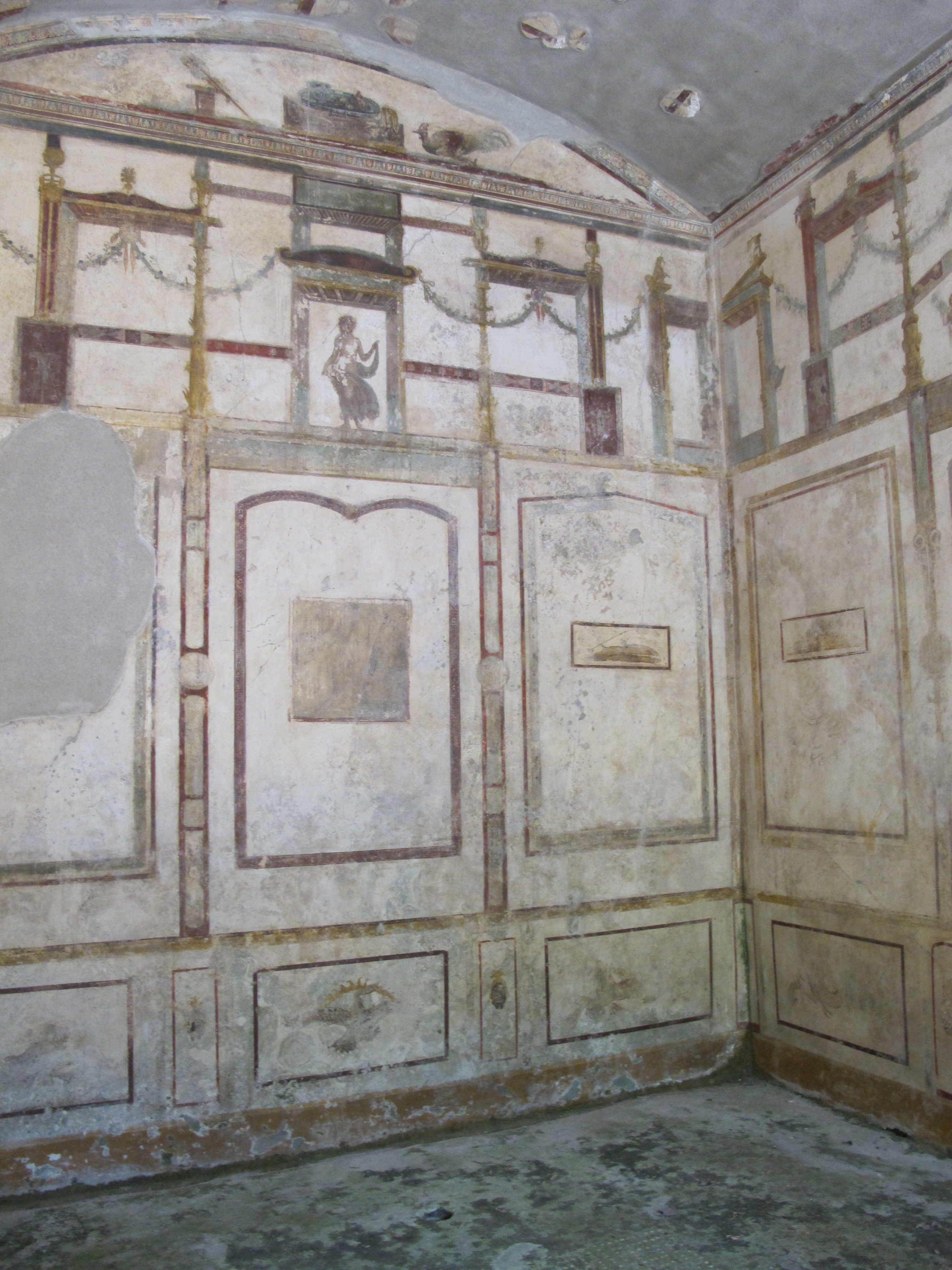
Malereien im 4. Stil

Bei der Casa di Giulio Polibio (Haus des C. Julius Polybius) handelt es sich um ein großes, reich ausgestattetes Wohnhaus einer wohlhabenden Familie in Pompeji (IX.13.1–3). Das Haus wurde zum Teil 1912 und dann von 1964 bis 1978 vollständig ausgegraben. Es nimmt fast eine gesamte Insula ein und ist damit eines der größten Privathäuser von Pompeji. Der letzte Besitzer des Hauses war wahrscheinlich C. Julius Polybius. Sein Name wird auf zahlreichen Wahlaufschriften an der Fassade genannt.

## Beschreibung
Das Haus stammt aus dem 2. Jahrhundert v. Chr. und weist einige Besonderheiten auf: Über die Straße gelangt man in die Fauces und von dort nicht in ein Atrium, sondern in einen großen Saal, der von Fenstern im oberen Stockwerk Licht erhielt. Der Saal ist mit Stuckaturen im 1. Stil dekoriert. An einer Wand befindet sich eine Scheintür. Daneben fand sich ein großer Haufen Kalk, der darauf hindeutet, dass zur Zeit des Vulkanausbruches im Jahr 79 n. Chr. das Haus renoviert wurde. Hinter diesem Saal befindet sich das Atrium und dahinter wiederum das große Peristyl, an dessen Rückseite sich mehrere besonders große und reich ausgemalte Räume befinden. 1978 kamen in einem bis dahin nicht geöffneten Raum zahlreiche Bronzegegenstände, darunter eine Statue, zu Tage. Bei den Ausgrabungen fanden sich zahlreiche Hohlräume, die einst Objekte aus vergänglichen Material enthielten. Die Hohlräume wurden mit Gips gefüllt, wodurch sich heute im Haus zahlreiche Gipsabdrücke von Möbeln und Türen befinden.
Im hinteren Teil des Hauses fanden sich 12 Leichen. Diese Personen waren dorthin geflüchtet, nachdem der vordere Teil des Hauses eingestürzt war. Es handelt sich um sechs Erwachsene und sechs Kinder, acht männliche und vier weibliche Personen. Sechs von diesen hatten dieselbe Mutter, wie DNA-Analysen zeigten. Eine junge Frau war schwanger. Sie trug goldenen Schmuck und hielt an ihrer Brust einen Beutel mit Silber- und Goldmünzen.
Im Peristylgarten standen einst zahlreiche Bäume, die zu den Rosengewächsen gehörten, vielleicht standen hier Apfel- oder Birnenbäume. Exotische Pflanzen waren in Töpfen eingepflanzt. Da der Garten eher klein war und sich viele Pflanzen fanden, muss er wie ein kleiner Dschungel ausgesehen haben. Im Garten fanden sich auch die sterblichen Überreste einer Schildkröte, das einzige im Haus bezeugte Heimtier.

## Galerie

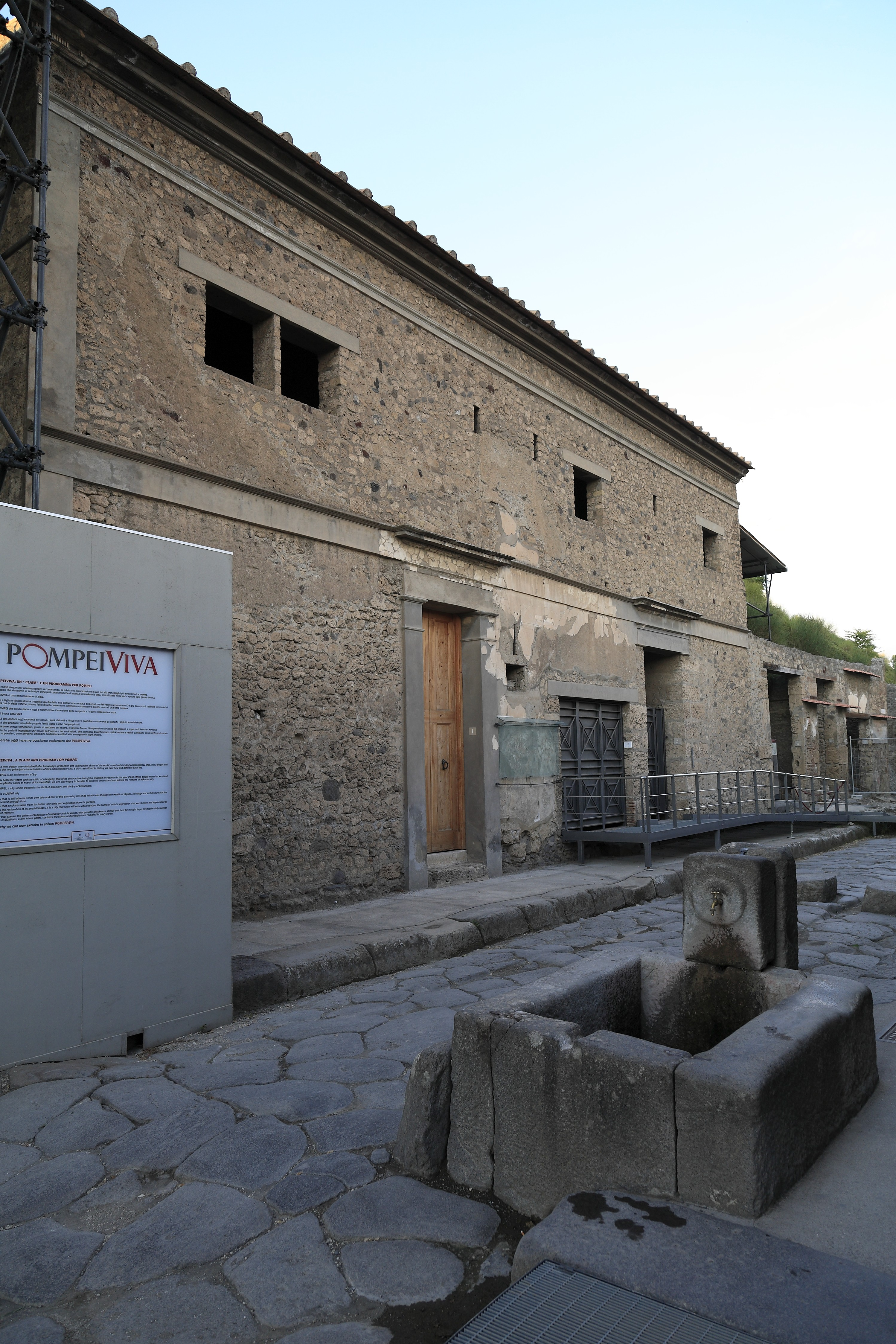
Fassade des Hauses
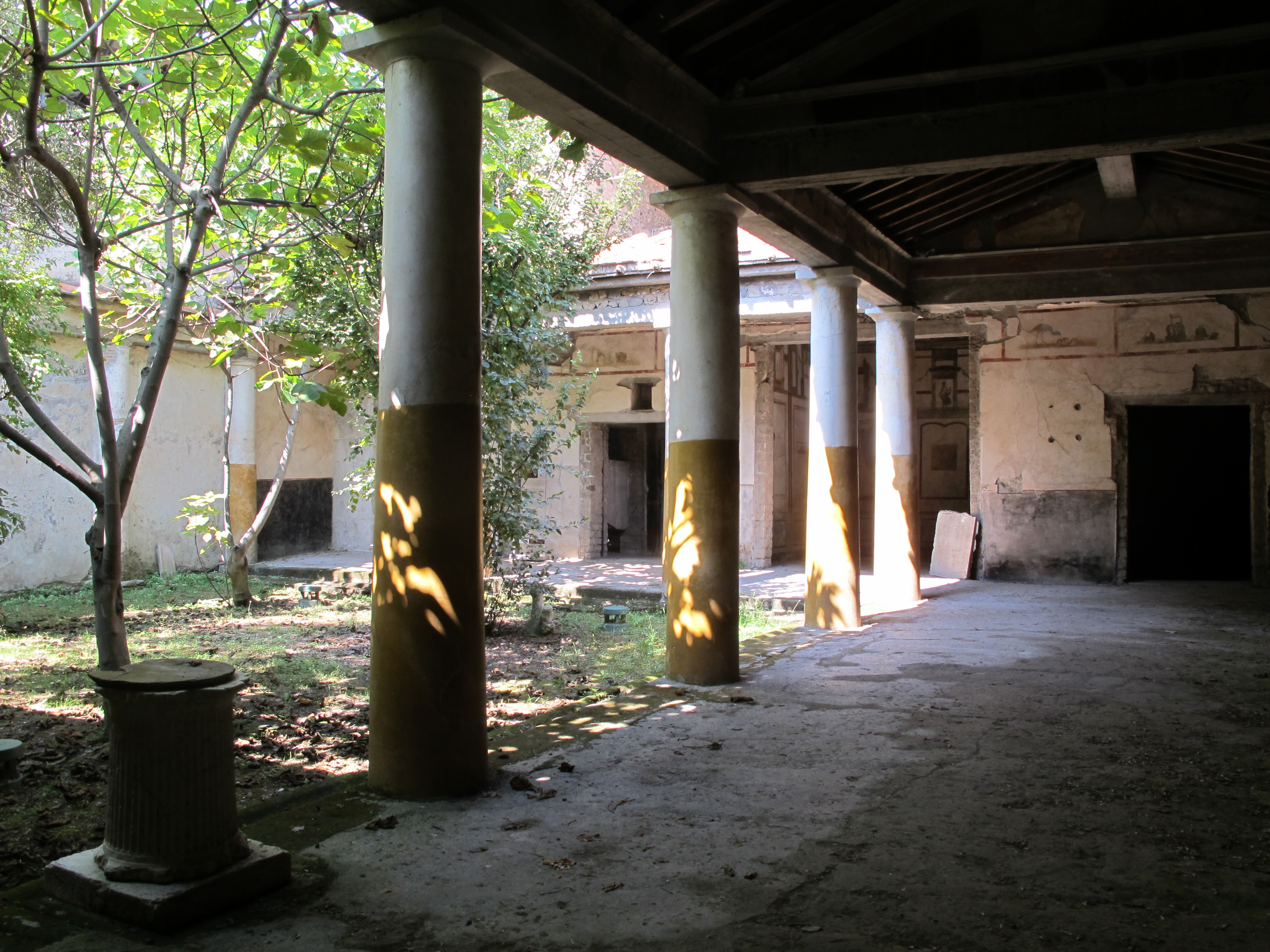
Peristyl
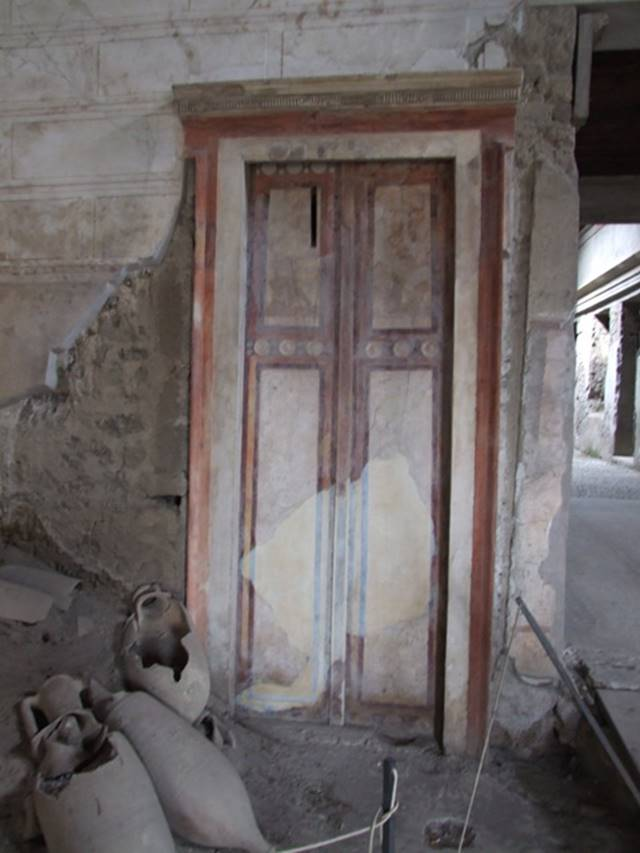
Scheintür
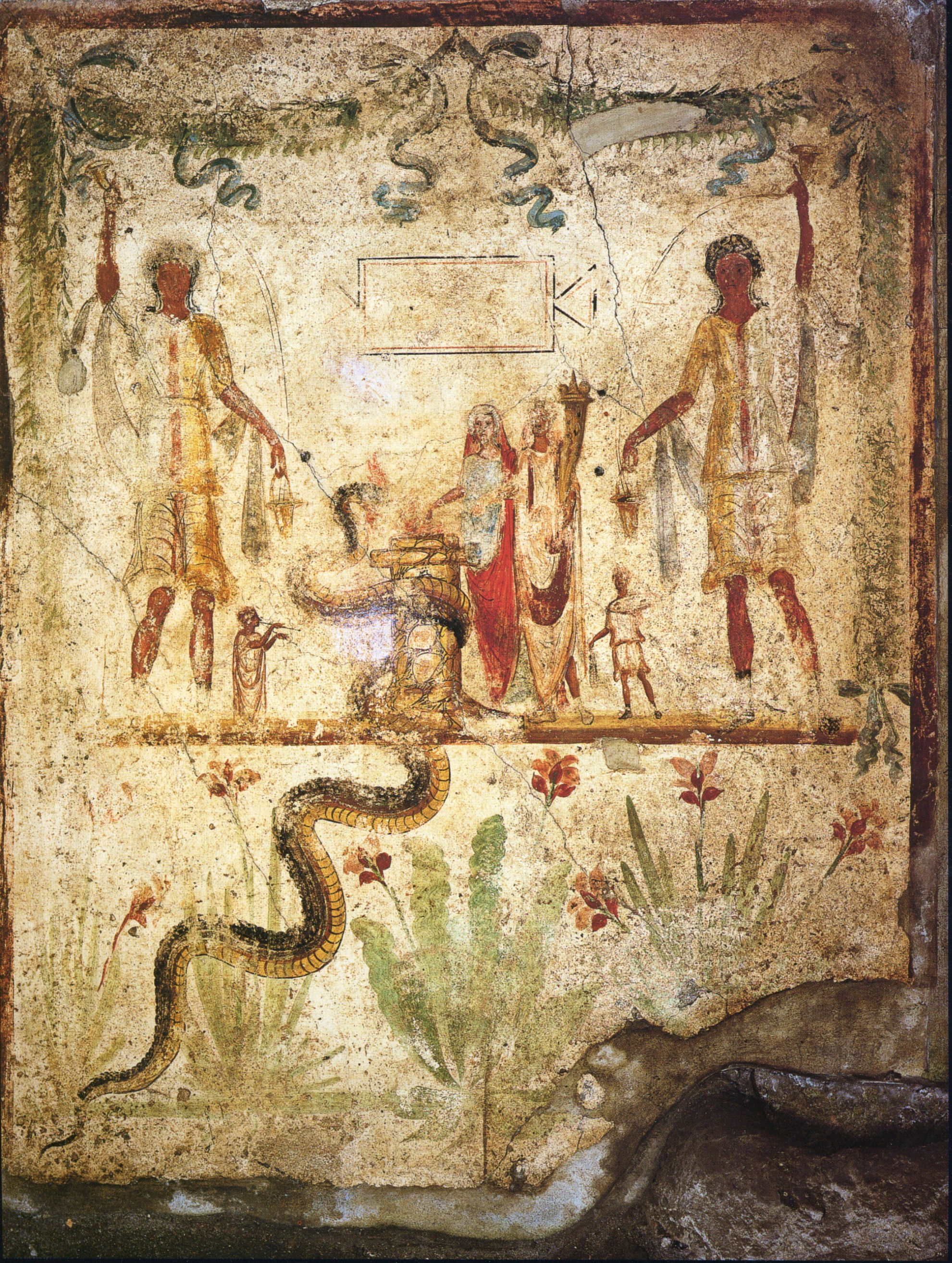
Lararium
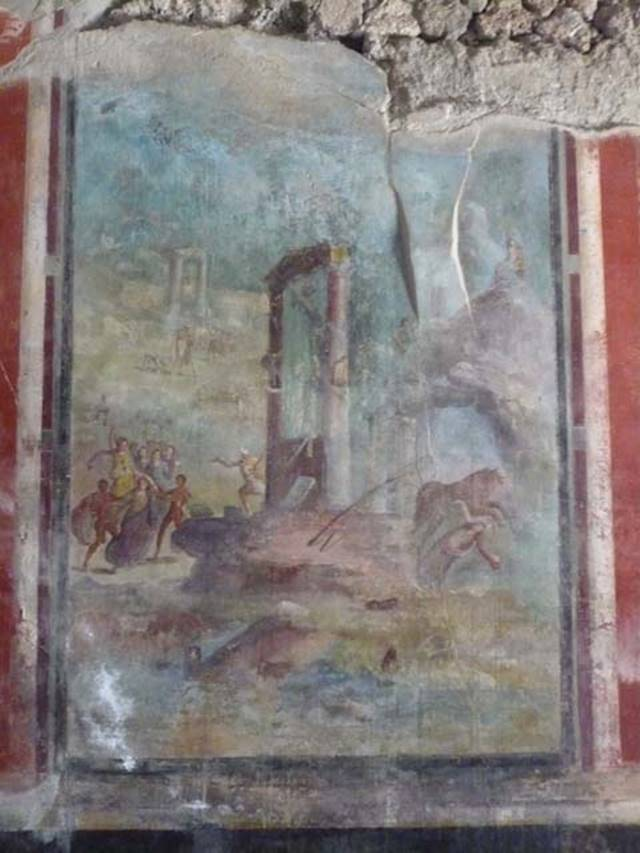
Wandgemälde
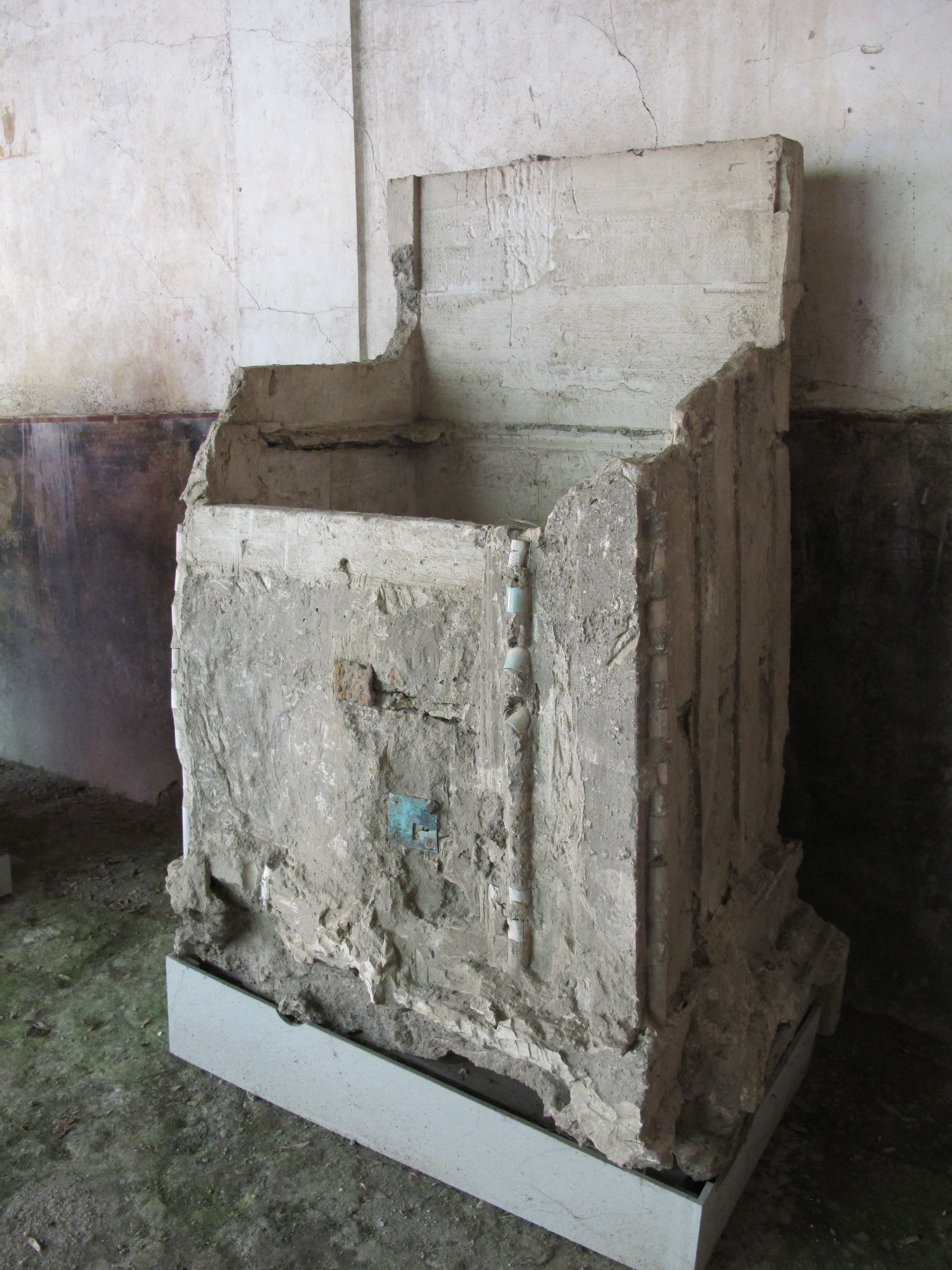
Gipsabdruck einer Truhe
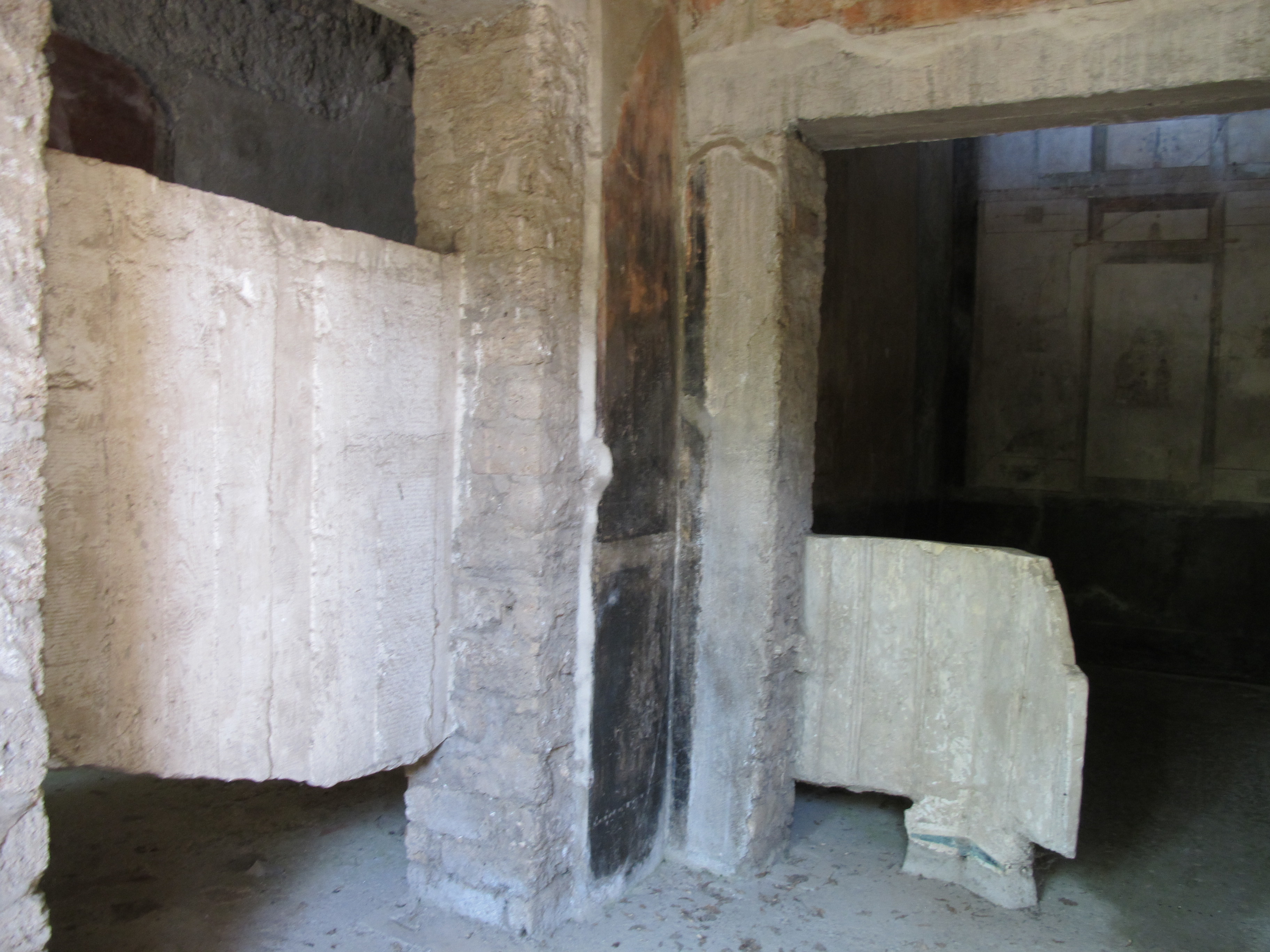
Gipsabdrucke von Resten zweier Holztüren